# Мурин, Борис Павлович
Борис Павлович Мурин (1926—2000) — советский учёный, электротехник, доктор технических наук, профессор, академик АЭН, заслуженный деятель науки Российской Федерации (1996). Лауреат Государственной премии (1970), премии Правительства Российской Федерации в области науки и техники (2001).

## Биография
Окончил Московский энергетический институт в 1952 по специальности «Радиотехника». Работал в РТИ АН СССР с того же года как инженер, старший инженер до 1959, научный сотрудник до 1961, начальник лаборатории до 1963, начальник научного отдела до 1970, директор института до 1977, снова начальник научного отдела до 2000. Являлся научным руководителем проектов и непосредственным разработчиком систем автоматического регулирования уникальных линейных ускорителей протонов «И-2», «И-100» и «Мезонной фабрики». Крупнейший в Союзе и РФ специалист по линейным протонным ускорителям, таких как синхроциклотрон на 680 МэВ, протонный синхротрон на 10 ГэВ (оба в Дубне), протонный синхротрон на 76 ГэВ (Серпухов), радиотехнике и систем автоматического регулирования процессами в ускорителях. Автор более 220 научных трудов и изобретений.
Похоронен на Ваганьковском кладбище.

## Публикации
- Мурин Б. Н. Стабилизация и регулирование высокочастотных полей в линейных ускорителях ионов. Атомиздат, 1971.[4]